# Chaire à prêcher de l'église Notre-Dame de Plouaret
La chaire à prêcher de l'église Notre-Dame à Plouaret, une commune du département des Côtes-d'Armor dans la région Bretagne en France, est une chaire datant du XVIIe siècle. La chaire en bois polychrome du style Louis XIV est inscrite monument historique au titre d'objet depuis le 22 mars 1974.